# Pyronia septemocellata
Pyronia septemocellata är en fjärilsart som beskrevs av Pionneau 1937. Pyronia septemocellata ingår i släktet Pyronia och familjen praktfjärilar. Inga underarter finns listade.